# José Maria de Morais Rego
José Maria de Morais Rego (Angra, 6 de agosto de 1810 — Lisboa, 24 de maio de 1883) foi um oficial do Exército Português e político. Na sua carreira militar atingiu o posto de general de divisão e na carreira política, entre outras funções de relevo, foi deputado e Ministro da Guerra (1870-1871).

## Biografia
Nasceu em Angra, filho do tenente Luís Manuel de Morais Rego, militar que depois seria uma das figuras mais relevantes do período turbulento que rodeou a tentativa gorada de golpe liberal de 2 de abril de 1821.
Destinado a seguir a carreira paterna, assentou praça em 1825 no Batalhão de Artilharia de Angra na sua cidade natal. Frequentou a Academia Militar de Angra, com estudos de matemática e curso de infantaria, sendo cadete do Batalhão de Caçadores n.º 5 aquando da revolta de 22 de Junho de 1828, na qual tomou parte activa.
Ainda em 1828 foi promovido a alferes e iniciou uma participação muito activa nas campanhas militares dos Açores ao lado dos liberais, tendo entre 1828 e 1831 participado na batalha da Praia da Vitória, na tomada das ilhas de São Jorge e do Pico e na conquista da ilha de São Miguel, nas quais combateu brilhantemente, sendo ferido no Combate da Ladeira da Velha, na ilha de São Miguel.
Integrou o Exército Libertador, tomou parte no desembarque do Mindelo e participou no cerco do Porto. Eteve presente nas acções emblemáticas do combate de Ponte Ferreira e combate das Antas. Foi ferido várias vezes, e por isso condecorado com o grau de cavaleiro da Ordem da Torre e Espada. Foi promovido a tenente em 1833.
Terminada a Guerra Civil Portuguesa, foi transferido em 1837, no posto de capitão, para o Batalhão Naval, mas regressou ao Exército no ano seguinte. No prosseguimento da carreira, foi promovido a major em 1850, a tenente-coronel em 1858, a coronel em 1861, a general de brigada em 1870, e a general de divisão em 1880.
Foi instrutor no Colégio Militar (1838-1844), serviu no Regimento de Granadeiros da Rainha (1842-1847), organizou o Batalhão de Caçadores, foi chefe interino do Estado-Maior dos Batalhões Nacionais e 2.º comandante da Guarda de Lisboa. Entre 1851 e 1855 foi chefe do Estado-Maior da 8.ª Divisão Militar, comandou o Regimento de Infantaria n.º 2 (1858-1868) e a 4.ª e a 3.ª Divisão Militar (1882).
Teve intensa actividade política, apoiante do Marquês de Ávila e Bolama, sendo considerado um avilista dos mais influentes. Foi eleito deputado pela primeira vez em 1871, pelo círculo eleitoral de Guimarães, e nessa mesma legislatura foi nomeado Ministro da Guerra do 33.º governo da Monarquia Constitucional, presidido por António José de Ávila, cargo que exerceu de 29 de outubro de 1870 a 13 de setembro de 1871. Terminada a sua função ministerial não compareceu à sessão de 1872. O seu desempenho como ministro foi significativo, promovendo uma reorganização e o rearmamento do Exército.
Nas eleições de 1874 foi eleito deputado pelo círculo eleitoral de Vila Franca de Xira, participando activamente nas quatro sessões da legislatura como membro da Comissão de Guerra.
Para além de comendador da Ordem da Torre e Espada, foi condecorado com a Medalha n.º 9 das Campanhas da Liberdade (a medalha n.º 9 de D. Pedro e de D. Maria). Também foi feito comendador da Ordem de Nossa Senhora da Conceição de Vila Viçosa e recebeu a grã-cruz da Ordem de São Bento de Avis e a grã-cruz da Ordem de Carlos III de Espanha. 